# Conseil supérieur des juges et des procureurs de Bosnie-Herzégovine
Le Conseil supérieur des juges et des procureurs de Bosnie-Herzégovine (CSJP BH) (bosniaque : Visoko sudsko i tužilačko vijeće BiH, VSTV BiH) est une instance nationale du pouvoir judiciaire de Bosnie-Herzégovine. Il s'agit de l'organe d'autorégulation du pouvoir judiciaire du pays, chargé de garantir son indépendance, avec des compétences à l'échelon nationale sur l'administration et la gestion de carrière des titulaires de fonctions juridictionnelles. Elle s’appuie sur la tradition continentale d’autogestion du pouvoir judiciaire.
Le Conseil supérieur des juges et de procureurs de Bosnie-Herzégovine (CSJP) est l'organe de gestion unique chargé de garantir l'indépendance des juges et l'autonomie des procureurs dans tout le pays et de réglementer leur carrière. Le Conseil supérieur nomme, promeut et sanctionne disciplinairement les juges et les procureurs à tous les niveaux du pays et est chargé de conseiller les autres organes de gouvernement sur le budget et l’administration des juridictions. Le CSJP a été créé en 2004, remplaçant les conseils des entités fédérés de la Bosnie-Herzégovine, sur la base d'un accord de transfert des entités, confirmé par la Cour constitutionnelle. Il partage les mêmes locaux que la Cour de Bosnie-Herzégovine, dans le quartier d'Otoka Sarajevo.

## Histoire
Le Conseil supérieur des juges et des procureurs n’est pas mentionné dans la Constitution de Bosnie-Herzégovine. Il a été créé par la loi de 2004, en remplacement des conseils des juges et des procureurs des entités fédérées, sur la base d'un accord sur le transfert de certaines compétences à l'État fédéral dans le domaine judiciaire. En 2009, la Cour constitutionnelle de Bosnie-Herzégovine a jugé que le CSJP avait été créé en conformité avec la Constitution. Toutefois, la Republika Srpska n’a pas abrogé les dispositions contradictoires de sa Constitution prévoyant toujours un Conseil supérieur au niveau de l’entité.

## Composition
Le Conseil supérieur des juges et des procureurs est composé de 15 membres avec un mandat de quatre ans, renouvelable une fois.
Parmi eux, 11 membres représentent diverses structures judiciaires et de poursuites et sont élus par leurs pairs parmi « des personnes de haute moralité et d'intégrité », jouissant « d'une réputation d'efficacité, de compétence et d'intégrité », conformément à la loi.
Les quatre autres membres représentent des organismes non juridictionnels : deux sont élus par les barreaux des entités fédérés parmi leurs membres, un par le Conseil des ministres et un par le Parlement. Les membres du Conseil supérieur élisent en leur sein un président et deux vice-présidents. Sur les 15 membres du Conseil supérieur, 9 sont des femmes (2019).
Malgré les dispositions légales, plusieurs membres du Conseil supérieur ont été considérés comme proches des politiciens au pouvoir. En particulier, les présidents Milorad Novković (2008-2014) et Milan Tegeltija (2014-2020), sont considérés comme très proches du leader du SNSD, Milorad Dodik. En 2005, Dodik a été jugé pour détournement de fonds publics ; les procureurs étaient Milan Tegeltija et Zoran Lipovac, tandis que Milorad Novković était le président de la formation de jugement, et Dodik avait été acquitté. Alors que Novković et Tegeltija ont été choisis plus tard pour diriger le HJPC, Lipovac a été nommé juge à la Cour constitutionnelle de la Republika Srpska.

### Présidents du Conseil supérieur des juges et des procureurs
- Branko Perić (2004–2008), juge à la ur de Bosnie-Herzégovine ;
- Milorad Novković (2008-2014) ; Président du tribunal du district de Banja Luka;
- Milan Tegeltija (2014–2021) ; président du tribunal de première instance de Banja Luka ; a démissionné après des scandales de corruption en 2019 et 2020[3]. Vice-présidents : Ružica Jukić, Jadranka Lokmić-Misirača[4].
- Halil Lagumdžija (2021–présent) ; Président de la Cour de Bosnie-Herzégovine

## Rôle
Le Conseil supérieur des juges et des procureurs est principalement chargé de nommer tous les titulaires de fonctions juridictionnelles ou de poursuites dans le pays, y compris les associés judiciaires dans les tribunaux municipaux de la fédération de Bosnie-et-Herzégovine. Elle participe également à la procédure de sélection des juges dans les cours constitutionnelles des entités fédérées, notamment en interrogeant les candidats et en proposant un classement des candidats aux parlements des entités. Elle établit en outre des critères d’évaluation des performances des juges et des procureurs par les présidents des tribunaux et les procureurs en chef. Le CSJP édicte des codes d'éthique, supervise les centres de formation des juges et des procureurs dans les entités (y compris en décidant des besoins minimaux de formation et de formation d'initiation) et fournit des services de technologies de l'information et de la communication à tous les juridictions et parquets. Son Bureau du Procureur disciplinaire est chargé de superviser les juges et les procureurs. Le CSJP nomme des commissions disciplinaires distinctes pour entendre les affaires disciplinaires de première et de deuxième instance. En séance plénière, elle agit en troisième instance dans les procédures disciplinaires. Un Secrétariat a été créé pour soutenir le travail professionnel, financier et administratif du HJPC.

## Réforme
En tant que priorité clé de l’avis de 2019 la Commission européenne sur la demande d’adhésion du pays à l’Union européenne, la Bosnie-Herzégovine doit adopter la nouvelle loi sur le CSJP sur la base de l’initiative législative de 2018 visant à renforcer l’indépendance et la responsabilité du CSJP en tant que garant de l’indépendance du pouvoir juridictionnel. Cette loi devrait aligner sur les normes européennes la composition du CSJP, l'élection et la responsabilité disciplinaire de ses membres, ainsi que la réforme de la nomination, de la promotion, de l'évaluation des performances, de la responsabilité disciplinaire, des conflits d'intérêts et de l'intégrité des titulaires de fonctions juridictionnelles ou de poursuites, et établir un recours contre toutes les décisions du CSJP. Ces questions doivent être traitées à la lumière des recommandations de la Commission européenne et des conclusions du rapport d’experts sur les questions relatives à l’État de droit (« rapport Priebe »). Le projet de loi final devrait être soumis à la Commission de Venise pour avis, avant adoption.
La loi sur le CSJP présente plusieurs lacunes concernant les nominations juridictionnelles, l’évaluation des performances, les procédures disciplinaires, les conflits d’intérêts et les déclarations de patrimoine. En outre, elle ne prévoit pas le droit à un recours effectif contre les décisions définitives du CSJP, à l’exception de celles relatives à la révocation des juges et des procureurs. Afin d’aligner la loi sur le CSJP sur les normes européennes, la Commission de Venise a notamment recommandé dans ses avis publiés en 2012 et 2014 de : (i) améliorer les règles de sélection des membres du CSJP ; (ii) établir deux sous-conseils, respectivement pour les juges et les procureurs ; (iii) éviter d’établir des quotas en fonction de critères ethniques, car ils pourraient nuire au bon fonctionnement du système ; et (iv) éviter un risque accru de politisation des procédures de nomination.
Dans le cadre du dialogue structuré sur la justice, la Commission européenne a recommandé de renforcer le niveau d’indépendance et de responsabilité du système judiciaire en remédiant aux lacunes, notamment en matière de nominations, d’intégrité et de discipline. Elle a également recommandé d’améliorer considérablement les critères de qualité dans l’évaluation des performances. En juin 2018, le CSJP a soumis au ministère de la Justice de Bosnie-Herzégovine une initiative législative visant à modifier la loi sur le CSJP afin de se conformer à ces recommandations. Le ministère de la Justice de Bosnie-Herzégovine doit encore finaliser un projet de loi consolidé et le soumettre à l’initiative législative du Conseil des ministres de Bosnie-Herzégovine.
Dans le cadre législatif actuel, un certain nombre de règles ont été adoptées en 2018-2019 par le Conseil supérieur sur la base de ses pouvoirs d’autorégulation. Elles visent à remédier à certaines lacunes du système judiciaire, notamment en ce qui concerne les critères de nomination et d’évaluation des performances des juges et des procureurs. Un plan d'action 2018-20 du CSJP est en place, couvrant notamment des mesures visant à renforcer la lutte contre le crime organisé et la corruption, en renforçant l'autonomie des principaux acteurs de la chaîne de procédure pénale, en améliorant la qualité des enquêtes financières, en augmentant l'impact de la saisie des avoirs et en améliorant la politique de détermination des peines, y compris en ce qui concerne les peines prononcées en vertu d'accords avec le ministère public. Toutefois, la mise en œuvre de certaines réformes décidées par le CSJP, notamment en matière d’intégrité et d’efficacité, se heurte à des résistances au sein de la magistrature, notamment en ce qui concerne la déclaration de patrimoine et l’évaluation des performances. Il est également nécessaire d’assurer une meilleure répartition des ressources humaines au sein du système judiciaire et d’améliorer la transparence grâce à une meilleure interaction avec les médias et la société.
L’entité de la république serbe de Bosnie a également adopté quelques amendements à sa loi sur les tribunaux concernant la nomination des juges, légiférant ainsi sur une question qui avait été transférée de l’entité fédérée à l’État fédéral en vertu de l’accord de transfert. Malgré les engagements pris dans le cadre du Dialogue structuré sur la justice depuis 2012, la Republika Srpska n’a pas encore modifié sa législation pour la rendre compatible avec la loi sur le CSJP. La loi de la Republika Srpska sur le ministère public est également incompatible avec la législation de l'État fédéral en ce qui concerne les conditions de nomination des procureurs.
Pour renforcer le rôle du CSJP en tant que garant de l’indépendance du pouvoir judiciaire, il convient également de lui conférer un statut constitutionnel explicite, comprenant des règles claires sur sa composition et ses pouvoirs.